# Charles Frederik Joseph de Keverberg van Kessel
Charles Frederik Joseph baron de Keverberg van Kessel (Haelen, 18 juli 1769 - aldaar, 16 juli 1835), ook wel De Keverberg d'Aldengoor, was een Limburgs landeigenaar en politicus.
De Keverberg van Kessel was de jongste zoon van Carolus Emanuel Caspard Josephus de Keverberg en Anne Marie Josephine des H.R. rijksbarones von und zu Weichs zu Roesberg - zijn vader vervulde een functie bij de Pruisische troepen. De grootgrondbezitter, eerst nog orangist, was lid van de algemene raad van het departement Beneden-Maas (vanaf 1800). Na de instelling van het Koninkrijk der Nederlanden was hij achtereenvolgens lid van de Tweede Kamer (tot 1817) en Eerste Kamer der Staten-Generaal (tot 1830). Hij bleef senator totdat Limburg tijdens de Belgische Revolutie voor enige jaren bij België werd gevoegd.
In 1821 trouwde hij met Marie Agnes Engelbertine von Kerckerinck von Berg, maar zou geen kinderen krijgen. Zijn broer, Charles Louis Guillaume Josephus de Keverberg van Kessel, was gouverneur van Antwerpen en lid van de Raad van State.